# Jaroslav Modri
Jaroslav Vladimirovič ali Jaroslav I. Kijevski ali Jaroslav Modri (starovzhodnoslovansko Ꙗрославъ Володимѣровичь), kijevski veliki knez, * okrog 978, † 20. februar 1054.
Jaroslav Modri je bil kijevski veliki knez v letih 1019-54. Potem ko se je v boju z brati priboril oblast, je vzpostavil notranji mir in stabilnost, ki sta kijevski državi omogočila gospodarski in kulturni razvoj. Kijev se je razvil v mednarodno trgovsko mesto, z znamenitimi Zlatimi vrati v kamnitem obzidju in veličastno cerkvijo svete Sofije s trinajstimi kupolami. Jaroslav je vzdrževal stike z večino pomembnih vladarjev Evrope. Vzpodbujal je razvoj meništva, prevajanje in prepisovanje knjig. Podpiral je gradnjo cerkva in samostanov, med njimi Kijevsko-Pečersko lavro. Jaroslav je prvi imenoval Rusa za kijevskega metropolita. Dal je pobudo za kodifikacijo starodavnih običajev, ki je, kot Pravda Jaroslava, postala osnova najstarejši inačici Ruske pravde. Kijevsko državo je obranil pred napadi Pečenegov in jo ozemeljsko zaokrožil. V njegovem času je Kijevska Rusija dosegla svoj vrhunec.

## Vzpon na kijevski prestol
Jaroslav je bil eden od številnih sinov kijevskega kneza Vladimira I. (verjetno, zgodovinski viri niso povsem skladni, drugi sin žene Rognede). Sprva je bil knez Rostova (tedaj je ustanovil mesto Jaroslavelj). Po smrti starejšega brata Vyšeslava je dobil v upravljanje kneževino Novgorod. Bil je uporen sin in je leta 1014 zavrnil plačilo davka očetu. Oborožen spopad med njima je preprečila očetova smrt leta 1015.
Po očetovi smrti se je Kijeva najprej polastil Jaroslavov polbrat Svjatoplok, ki je imel podporo tasta, poljskega kralja Boleslava Hrabrega. Jaroslav se je temu uprl. Svojo novgorodsko vojsko je okrepil z normanskimi (varjaškimi) najemniki in se štiri leta bojeval s Svjatopolkom. Kijev je nekajkrat prešel iz rok v roke, dokler ga leta 1019 Jaroslav ni dokončno zavzel in ob reki Alti odločilno premagal Svjatopolka. Odtlej se je za Svjatopolkom izgubila sled.
Takoj na začetku bojev med Jaroslavom in Svjatopolkom sta umrla njuna polbrata Boris (knez Rostova) in Gleb (knez Muroma). Ruski letopisi pripovedujejo, da se v krščanski pobožnosti vzgojena sinova bizantinske princese Ane nista hotela bojevati proti polbratu Svjatopolku, in sta se raje pustila ubiti, kot da bi z upiranjem v državljanski vojni povzročila smrt mnogih ljudi. Nasprotno pripoveduje nordijska saga, da sta bila žrtev Jaroslavovih najemnikov. Kakor koli že, Jaroslav je dal kasneje njuni trupli izkopati in ju pokopati v cerkvi sv. Vasilija v neposredni bližini Kijeva. Postala sta prva ruska svetnika - mučenika (vedno se navajata skupaj, čeprav nista skupaj umrla). Tretja žrtev boja polbratov za oblast je bil polbrat Svjatoslav.
Po zmagi je Jaroslav nagradil svoje Novgorodčane s številnimi privilegiji in svoboščinami in z njimi prispeval h kasnejšemu razvoju Novgoroda v republiko. Verjetno je dal tedaj zapisati tudi prve zakone, znane kot Pravda Jaroslava.
Leta 1021 se je moral Jaroslav spoprijeti za velikoknežji prestol še s starejšim bratom Izjaslavom, knezom v Polocku, ki je napadel Novgorod. Čeprav se je Jaroslav izkazal za močnejšega, se Izjaslavu ni maščeval, ampak je z njim vzpostavil dobre odnose in mu dal privilegije, ki so polocki kneževini omogočili poseben status znotraj kijevske države.
Zelo verjetno, starodavni viri tu niso skladni, se je Jaroslav leta 1023 spopadel tudi z bratom Mstislavom, knezom Tmutarakana, ki je obvladoval ozemlje od Dnepra do Črnega morja in Kavkaza. Mstislav naj bi v bitki pri Listvicah zmagal, toda ni napredoval preko Dnepra; do Mstislavove smrti sta brata vladala sporazumno vsak na svoji strani Dnepra, Mstislav iz prestolnice v Černigovu.
Mstislav je leta 1036 umrl. Istega leta se je Jaroslav znebil tudi svojega zadnjega tekmeca, polbrata Sudislava, ki je naslednjih dvajset let preživel v temnici. Od leta 1036 je Jaroslav vladal sam.

## Politični in kulturni vrhunec kijevske države
Vladanje Jaroslava predstavlja vrhunec razcveta kijevske države. Kijev se je razvil v mesto, ki se je zgledovalo po Konstantinoplu, cvetela je trgovina z vzhodom in zahodom, država je napredovala upravno in kulturno, razvila je svojo cerkveno strukturo in vzpostavila stike z najpomembnejšimi evropskimi državami, npr. z nemškima cesarjema Henrikom II. in Henrikom III., češkim in francoskim dvorom. Jaroslav je nudil pribežališče mnogim pregnanim plemičem, angleškim, švedskim in norveškim (tudi kralju Olafu). Za razumno in koristno vladanje mu je zgodovina kasneje podelila naziv "Modri".
V Jaroslavovem času je Kijev postal veliko mednarodno trgovsko središče z osmimi sejmišči in trgovskimi predmestji različnih narodnosti (Holanci, Ogri, Nemci, Norvežani in drugi). Leta 1042 je bilo dokončano kamnito mestno obzidje s štirimi vrati; najslavnejša med njimi, slavnostna Zlata ali Velika vrata, so zgrajena v obliki štirikotnega stolpa s cerkvijo Marijinega oznanjenja v nadstropju; zaradi pravljičnega izgleda so prišla v mnoge ruske bajke.
Med množico cerkva v mestu je bila najveličastnejša cerkev svete Sofije s trinajstimi kupolami, ki simbolizirajo Kristusa in 12 apostolov. Kot ostale kamnite cerkve v Rusiji so jo zgradili bizantinski mojstri. Nekateri mozaiki in freske so ohranjeni do današnjega časa (najslavnejši sta mozaik "Matere Božje z nerazrušljivega zidu" v glavni apsidi in freska Jaroslava in njegove žene Irene s sinovi in hčerami). Cerkev je imela v nadstropju tudi prostor, kjer so se sestajali knezi in bojarji in bogato knjižnico. Kasneje je cerkev postala mavzolej, kjer so pokopavali kijevske kneze; danes se nahaja v njej samo še sarkofag Jaroslava Modrega.
Jaroslav je podpiral meništvo, ki se je začelo razvijati v pečinah blizu Kijeva. Tam je kot puščavnik živel ruski menih Ilarion, ki se je kasneje pokazal kot rojen govornik in duhovni vodja; njegovo pridigo O zakonu in milosti božji, v kateri govori o Jaroslavovem očetu, svetem Vladimiru, imajo za prvi primer ruskega pripovedništva. Sem je z gore Atos prispel ruski menih Anton, kasnejši sveti Anton Pečerski, ki je sprejel meniška pravila cerkvenih očetov iz puščav Palestine in Sirije. Velja za očeta ruskega meništva. Vzgojil je veliko učencev, med katerimi je najpomembnejši sveti Teodozij, ki ga je nasledil. Ta je leta 1051 ustanovil Pečerski samostan, ki se je s časom razvil v središče ruskega pravoslavnega krščanstva in dal Rusiji 50 episkopov.
Poleg kijevske metropolije, je imela kijevska država šest episkopij (v mestih Novgorod, Černigov, Belgorod, Vladimir Volynskij, Jaroslavelj in Rostov). Metropoliti so bili Grki, ki jih je imenoval carigrajski patriarh. Leta 1051 je Jaroslav to prakso prekinil in sam imenoval za kijevskega metropolita prvega Rusa, meniha Ilariona; to je bil korak k osamosvajanju ruske cerkve.
Poleg kijevske cerkvene šole je Jaroslav ustanovil novgorodsko šolo. Vzpodbujal je prevajanje grških cerkvenih knjig v slovanski jezik, prepisovanje knjig, ustanavljanje knjižnic. Dolgo so Jaroslavu pripisovali tudi prvi vzhodnoslovanski pisani pravni kodeks Ruskaja pravda; danes se ve, da je bila ta zapisana v času njegovih sinov, v njegovem času pa le osnove zanjo (Pravda Jaroslava).

## Zunanja politika
V zunanji politiki se je Jaroslav povezoval s Skandinavci in skušal zmanjšati vpliv Bizanca. Njegova vladavina ni minila brez vojn.
Jaroslav je leta 1030 Poljakom iztrgal Rutenijo (danes zahodna Ukrajina in vzhodna Poljska) in nato sklenil zavezništvo s poljskim kraljem Kazimirjem I.; zavezništvo sta utrdila s poroko med Kazimirjem in Jaroslavovo sestro Marijo. Istega leta je Jaroslav po uspešnem prodoru proti severu ustanovil mesto Jurjev (danes Tartu v Estoniji).
Z jugovzhoda so v Kijevsko Rusijo neprestano vdirali Pečenegi in leta 1036 prišli pred sam Kijev, kjer pa so doživeli masaker, ne samo v bitki, tudi kasneje, na umiku, ko jih je veliko utonilo v rekah. Odtlej Pečenegi za Kijev niso več predstavljali nevarnosti, odprla pa se je pot Kumanom. Zmago so Kijevčani proslavili z začetkom gradnje cerkve sv. Sofije ter samostanov sv. Jurija in sv. Irene.
Zaradi stalnih nasprotij v odnosih z Bizancem je Jaroslav leta 1043 izkoristil incident, ki se je dogodil ruskim trgovcem v Konstantinoplu, zbral vojsko in jo pod vodstvom svojega sina Vladimira poslal nad Bizantinsko cesarstvo, po morju in po kopnem. Ta podvig se je slabo končal. Rusko ladjevje sta v Bosporju uničila grški ogenj in burja; kopenski vojski je šlo še slabše: kakih 8.000 vojakov je bilo ubitih, 800 pa so jih privedli v Konstatinopel in jih oslepili. Čeprav poražen, je Jaroslav vendarle sklenil ugoden mir in ga potrdil s poroko svojega sina Vsevoloda s cesarjevo sorodnico (ali morda celo hčerjo).
Z Jaroslavovo smrtjo se je vzpon kijevske drževe končal. Njegovi nasledniki niso imeli več tolikšnega ugleda. Jaroslav je ozemlje države še pred smrtjo razdelil v upravljanje svojim petim še živečim sinovom. Prestol kijevskega velikega kneza je zapustil najstarejšemu sinu Izjaslavu, ostale sinove pa je pozval, naj priznajo najstarejšega brata za vladarja. Tega so se v glavnem držali; zaporedoma so vladali Izjaslav (1054-73 in 1076-78), Svjatoslav (1073-76) in Vsevolod (1078-93).

## Družina
Jaroslavova prva žena je bila Norvežanka Ana (†1019- ?). Rodil se jima je sin
- Ilija (do 1018- ?)

Ob zavzetju Kijeva leta 1018 je Ano in sina zajel poljski kralj Boleslav Hrabri in ju skupaj z Jaroslavovimi sestrami za vedno odpeljal na Poljsko.
Tudi druga Jaroslavova žena je bila Norvežanka, hčerka kralja Olafa, Ingegerda, po krstu Irina (kasneje je bila v Kijevu in Novgorodu proglašena za svetnico z imenom sv. Ana). Jaroslavu je rodila 6 sinov:
- Vladimir (1020-52), knez Novgoroda
- Izjaslav (1025-78), kijevski veliki knez v letih 1054-73 in 1076-78 ∞ Gertruda, sestra poljskega kralja Kazimira I.
- Svjatoslav (1027-76), černigovski knez, kijevski veliki knez v letih 1073-76
- Vsevolod (1030-93) ∞ Anastazija, sorodnica (morda hči) bizantinskega cesarja Konstantina IX. Monomaha; Vsevolod je bil kijevski veliki knez v letih 1078-93
- Vjačeslav (1033-57), smolenski knez
- Igor (1036-60) volinski knez.

Od njunih hčera so po imenih poznane tiste, ki so se poročile z evropskimi princi (ki so v pregnanstvu živeli na kijevskem dvoru):
- Elizabeta ∞ norveški kralj Harald III.
- Anastazija ∞ ogrski kralj Andrej I.
- Ana ∞ francoski kralj Henrik I., v Franciji poznana kot Ana Kijevska
- (morda) Agata ∞ angleški princ Edvard Izgnani (1016-1057).